# Une fusée d'enfer
Une fusée d'enfer (I Got a Rocket!) est une série télévisée d'animation australienne-américain-allemand-sud-coréen-singapourienne en 52 épisodes de 11 minutes créée en 2004 d'après le livre éponyme de Matt Zurbo et diffusée en 2006 et 2007 sur Ten Network.
En France, la série est diffusée sur Gulli et sur Nickelodeon.

## Synopsis
Cette série met en scène les aventures de Vincent Q qui pour son treizième anniversaire reçoit une fusée. Ce cadeau va changer sa vie...

## Personnages
- Vincent Q : C'est un petit garçon dont on ignore le nom de famille. Son père est professeur et c'est d'ailleurs le nom qu'on lui donne, Professeur. Vincent a une grande sœur, Christale. Il est le seul dans la ville à posséder une fusée.

- Rocket : c'est la fusée de Vincent. C'est une fusée Mac 95 au Xeneon inventée par le Professeur, le père de Vincent. Il peut faire le trajet Terre-Vénus en quelques secondes. Dans un épisode, le Professeur l'avait doté d'un réacteur qui peut aller plus vite que le son, la lumière ou le temps.

- Gaby : c'est la meilleure amie de Vincent. C'est elle qui a toutes les solutions à tous les problèmes avec Rocket. Elle est la fille du fermier de la ville. C'est la fille qui a le moins peur du purin.

- Christale Q (Crystal) : c'est la grande soeur de Vincent

- Les Durs à cuire : ce sont les pires ennemis de Vincent. Il y a le plus féroce, Brutus, le plus idiot, Bifteak, la fille, Frankie et la mère, Mme Dure à cuire. Les enfants « tire-slipent » tout le monde tandis que la mère fait des bouillies de calamar pour les uns, de l'huile de foie de morue pour les autres et des sandwiches au calamar pour ses enfants. Leur jeu préféré est le « tire-slip » qui consiste à tirer la culotte des autres.

- M. Trombone : l'instituteur-directeur de l'école.

- Le Capitaine O'Chise : Le pirate de l'histoire. Il est directeur du bar de Joe Milk's Bar

- Le ninja muet : Le ninja de la ville. Il est le propriétaire d'un magasin de vêtements.

- Maya : La serveuse du bar de Joe Milk's Bar

## Distribution

### Voix originales
- Jamie Oxenbould : Vincent Q
- Thomas Bromhead : Rocket
- Rachel King : Crystal Q, Frankie Duracuire
- Marcello Fabrizi : Professeur Quigly Q, M. Trombone
- Trilby Glover : Maya et Gaby
- Drew Forsythe : Beafteak Duracuire, Brutus Duracuire, Mme Duracuire, le capitaine O'Chise

### Voix françaises
- Coco Noël : Vincent Q
- Frédéric Popovic : Rocket
- Christine Pâris : Crystal Q, Mme Duracuire
- Bernard Demory : Professeur Quigly Q
- Jessica Barrier : Maya et Gaby
- Éric Chevallier : Beaftek Duracuire, le capitaine O'Chise
- Stéphane Miquel : Brutus Duracuire
- Olivia Dutron : Frankie Duracuire
- Philippe Roullier : M. Trombone, voix additionnelles

## Épisodes
1. Rira bien... qui rira le dernier (Three Strikes... You're Out)
2. Pénalité de retard (Late Fees)
3. Joyeux anniversaire (Titre original inconnu)
4. Le bal des débutantes (Titre original inconnu)
5. Vincent, ma vie, mon œuvre (Titre original inconnu)
6. Le neutralisateur (Titre original inconnu)
7. L'infirmière, bon pied, bon œil (Titre original inconnu)
8. Cohabitation forcée (Titre original inconnu)
9. La vie mode d'emploi (Titre original inconnu)
10. La loi du tire-slip (Titre original inconnu)
11. Le roi des casse-cou (Titre original inconnu)
12. La leçon de savoir-vivre (Titre original inconnu)
13. La vie des Duracuire (Titre original inconnu)
14. La puce de surveillance (Titre original inconnu)
15. L'élection (Titre original inconnu)
16. Bonne action ne profite pas toujours (Titre original inconnu)
17. La patrouille des saumons (Titre original inconnu)
18. Les pièces de rechange (Titre original inconnu)
19. L'intelligentathlon (Titre original inconnu)
20. Demain n'est pas un autre jour (Titre original inconnu)
21. Le rap du calamar (Titre original inconnu)
22. Vive le vivawroum (Titre original inconnu)
23. Princesse Gaby (Titre original inconnu)
24. La cantine Duracuire (Titre original inconnu)
25. La photo sur le mur (Titre original inconnu)
26. Bifteak est frustré (Titre original inconnu)
27. Principal d'un jour (Titre original inconnu)
28. Le centre spatial (Titre original inconnu)
29. Le calamar-à-zique (Titre original inconnu)
30. Maya la belle (Titre original inconnu)
31. La réunion des génies (Titre original inconnu)
32. Le fils de son père (Titre original inconnu)
33. Sortie en famille (Titre original inconnu)
34. Le rendez-vous (Really Really Really Blind Date!)
35. Tête de pied (Titre original inconnu)
36. Le chronomanipulateur (Titre original inconnu)
37. La cool attitude (Titre original inconnu)
38. La masse critique (Titre original inconnu)
39. Le remplaçant (Titre original inconnu)
40. Le clone (Titre original inconnu)
41. Vincent avoue tout (Titre original inconnu)
42. Poil au menton (Titre original inconnu)
43. Cherchez le coupable (Titre original inconnu)
44. Une fusée pour deux (Titre original inconnu)
45. Vite fait mal fait (Titre original inconnu)
46. Tous en retenue (Titre original inconnu)
47. Fusée polluante (Titre original inconnu)
48. Dans la peau de Vincent (Titre original inconnu)